# Виђевано
Виђевано (итал. Vigevano) град је у северној Италији. Град је други по величини и значају град округа Павија у оквиру италијанске покрајине Ломбардија.

## Природне одлике
Град Виђевано се налази свега 35 км западно од Милана, у средишњем делу Падске низије. Град се развио близу реке Тићино. Град се налази у равничарском крају, познатом по веома развијеној пољопривреди (вино, пиринач, житарице и млечни производи).

## Географија
| Клима (Виђевано)           | Клима (Виђевано) | Клима (Виђевано) | Клима (Виђевано) | Клима (Виђевано) | Клима (Виђевано) | Клима (Виђевано) | Клима (Виђевано) | Клима (Виђевано) | Клима (Виђевано) | Клима (Виђевано) | Клима (Виђевано) | Клима (Виђевано) | Клима (Виђевано) |
| Показатељ \ Месец          | .Јан.            | .Феб.            | .Мар.            | .Апр.            | .Мај.            | .Јун.            | .Јул.            | .Авг.            | .Сеп.            | .Окт.            | .Нов.            | .Дец.            | .Год.            |
| -------------------------- | ---------------- | ---------------- | ---------------- | ---------------- | ---------------- | ---------------- | ---------------- | ---------------- | ---------------- | ---------------- | ---------------- | ---------------- | ---------------- |
| Средњи максимум, °C (°F)   | 5 (41)           | 8 (46)           | 13 (55)          | 17 (63)          | 22 (72)          | 25 (77)          | 28 (82)          | 27 (81)          | 24 (75)          | 17 (63)          | 11 (52)          | 6 (43)           | 28 (82)          |
| Средњи минимум, °C (°F)    | −1 (30)          | 0 (32)           | 3 (37)           | 7 (45)           | 11 (52)          | 14 (57)          | 17 (63)          | 16 (61)          | 13 (55)          | 8 (46)           | 3 (37)           | -0 (32)          | −1 (30)          |
| Количина падавина, mm (in) | 59 (23,2)        | 69 (27,2)        | 87 (34,3)        | 94 (37)          | 100 (39,4)       | 81 (31,9)        | 58 (22,8)        | 83 (32,7)        | 78 (30,7)        | 122 (48)         | 108 (42,5)       | 64 (25,2)        | 1,003 (394,9)    |
| [ тражи се извор ]         |                  |                  |                  |                  |                  |                  |                  |                  |                  |                  |                  |                  |                  |

## Становништво
Према резултатима пописа становништва 2011. у општини је живело 60.109 становника.
| 1931.  | 1936.  | 1951.  | 1961.  | 1971.  | 1981.  | 1991.  | 2001.  | 2011.  |
| ------ | ------ | ------ | ------ | ------ | ------ | ------ | ------ | ------ |
| 32.978 | 38.039 | 43.805 | 57.069 | 67.909 | 65.179 | 60.384 | 57.450 | 60.109 |

Виђевано данас има преко 60.000 становника, махом Италијана. Током протеклих деценија у град се доселило много досељеника из иностранства, највише са Балкана.

## Партнерски градови
- Матера
- Венџоу
- Ficarra
- Кардиф

## Галерија
- Старо језгро Виђевана
- Пешачка улица у граду
- Градска катедрала
- Торањ градског дворца